# Justin Bibbs
Justin Michael Bibbs (ur. 14 stycznia 1996 w Dayton) – amerykański koszykarz, grający na pozycji rzucającego obrońcy, obecnie zawodnik Śląska Wrocław.
W 2018 reprezentował Boston Celtics podczas letniej ligi NBA w Las Vegas.
8 lipca 2021 został zawodnikiem Śląska Wrocław.

## Osiągnięcia
Stan na 16 czerwca 2023, na podstawie, o ile nie zaznaczono inaczej.
NCAA
- Uczestnik turnieju NCAA (2017, 2018)
- Debiutant tygodnia konferencji ACC (29.12.2014)

Drużynowe
- Mistrz Polski (2022)[4]
- Wicemistrz Polski (2023)[5]

Reprezentacja
- Mistrz świata U–19 (2015)[6]